# Warhammer 40.000: Dawn of War - Winter Assault
Warhammer 40.000: Dawn of War - Winter Assault è la prima espansione per il videogioco strategico in tempo reale Warhammer 40.000: Dawn of War. Questa espansione aggiunge una nuova razza (la Guardia Imperiale) alle 4 già presenti nel gioco base.
Il gioco è stato pubblicato dalla THQ nel 2005. È inoltre stata pubblicata nell'ottobre 2006 una nuova espansione, Dark Crusade, e un'altra nel marzo 2008, Soulstorm.

## Guardia Imperiale
Una nuova fazione è inclusa nel gioco, la Guardia Imperiale, precedentemente disponibile solamente in alcune missioni single player di Dawn of War. Le unità militari presenti in Winter Assault sono una divisione delle truppe Cadiane.
Le guardie Imperiali sono specializzate nella difesa, e quindi presentano le più forti strutture difensive di tutte le fazioni del gioco, altro bonus è la caratteristica delle loro strutture di essere bunker dove la fanteria può ripararsi e sparare. La loro fanteria tende a essere di qualità inferiore rispetto a quella degli avversari in fatto di armi, armature e di morale (degli attacchi che possono solo disturbare uno Space Marine li distruggono completamente), ma le Guardie Imperiali sono bilanciate da una vasta schiera di potenti carrarmati, come il Baneblade e il Leman Russ, e anche robot come le Sentinelle, che prima dell espansione "Dark Crusade" erano le uniche unità meccaniche che potevano riconquistare punti strategici. 
Lo svantaggio principale di questo popolo è la caratteristica difensiva insita nella sua costituzione, in un gioco basato prevalentemente sull'attacco.

## Nuove Unità
Le quattro razze esistenti in Dawn of War rimangono nell'espansione, e ottengono inoltre nuove unità da schierare:
- Gli Space Marine guadagnano il Cappellano, una potente unità leader dotata di un'aura curativa ed una speciale abilità a "urlo" che abbassa temporaneamente il morale della squadra avversaria e diminuisce la loro velocità di spostamento.
- Gli Space Marine del Caos ottengono i Berserker di Khorne, una potente e veloce unità da corpo a corpo armata di pistola requiem ed Ascia a Catena. Diversamente dalle altre unità caotiche, i Berserker sono completamente immuni al morale.
- Gli Orki ottengono i Kapi in Megarmatura, una lenta ma potente e resistente unità comandante. La loro velocità può essere temporaneamente aumentata utilizzando una loro abilità, nonostante ciò procuri loro danni minori.
- Gli Eldar ottengono le squadre di Draghi di Fuoco, Guerrieri d'Aspetto che impugnano armi anticarro a corto raggio, utilizzate al meglio contro veicoli ed edifici nemici; come gran parte della fanteria Eldar, i Draghi di Fuoco sono relativamente deboli nel combattimento corpo a corpo.

## Nuova campagna
Vi sono due campagne a giocatore singolo, in cui entrambe coinvolgono una delle due fazioni impegnate nel recupero del Titano Imperiale: la prima campagna comprende le forze dell'"Ordine", ovvero Guardia Imperiale ed Eldar, mentre la seconda, quelle del "Caos", comprendono gli Space Marine del Caos e gli Orki.
Caratteristica particolare di questa campagna è lo svolgimento: durante quasi tutte le missioni, vi è un'alternanza degli eserciti presenti nell'una o nell'altra fazione; in pratica i controlli del giocatore vengono trasferiti da un esercito all'altro man mano che la storia prosegue, senza interrompere la missione in corso, ma anzi concludendo obiettivi paralleli o di collaborazione fra i due eserciti.
Il Titano non viene reso controllabile direttamente nel gioco, ma può essere utilizzato per le sue armi come aiuto nella missione finale della campagna, quasi come presagio della successiva espansione.

## Nuovo Popolo
I Necron appaiono durante l'ultima missione, dove il giocatore deve difendere le rovine del Titano dai loro attacchi. Le uniche unità viste sono i Guerrieri, il Sacerdote e il Monolito. Quest'ultimo è così potente che solo i cannoni del Titan possono distruggerlo facilmente.

### Personaggi presenti inWinter Assault

#### Generale Sturnn
Il Generale Sturnn è il comandante in capo del contingente della Guardia Imperiale dislocato nella campagna di Winter Assault. Egli comanda il 412º reggimento della Fanteria Cadiana, e ha come ordine assegnato quello di trovare un importante artefatto imperiale, il Titano Dominatus, che si trova sul pianeta Lorn V. Egli possiede una coppia di artigli sui polsi, uno dei quali è integrato con una pistola Requiem. Porta inoltre anche una Pistola Laser, ma la utilizza solo per le esecuzioni sul campo (abilità speciale che permette di innalzare il morale delle truppe). È accompagnato da un Commissario non identificato, che trasmette i suoi ordini agli uomini del reggimento. A differenza degli altri ufficiali Imperiali, egli si alleerebbe con gli alieni, se questo significasse raggiungere un proprio obiettivo; per esempio, utilizza gli Eldar come diversivo per portare le sue armate al Titano.

#### Veggente Taldeer
Veggente dell'Arcamondo Ulthwe, Taldeer fa parte del gruppo di spedizione inviato su Lorn V per recuperare la Pietra dell'Anima prima dell'incombente attacco Necron. Lei salva gli uomini del Generale Sturnn in due differenti occasioni, senza farglielo sapere se non più tardi nella campagna di Winter Assault. Quando il General Sturnn restituisce il favore proteggendo gli Eldar da un massiccio attacco degli Orki, le due razze formano una temporanea (e difficile) alleanza per perseguire i propri obiettivi. Apparirà poi in Dark Crusade per combattere ancora il nemico Necron su Kronus. In realtà però, nella quarta missione, se vincono gli Imperiali, gli Eldar vengono mostrati chiusi all'esterno dello scudo psichico, mentre sono eliminati uno ad uno dagli Orki.

#### Signore del Caos Crull
Il quasi psicopatico Signore del Caos che guida i Divoratori di mondi di Khorne contro i nemici su Lorn V. Lui e Gorgutz stringono una difficile alleanza per riuscire a distruggere le Forze dell'Ordine, ma immediatamente la rompono una volta che Gorgutz annuncia di voler distruggere il Titano, che Crull vuole solo per sé. Viene ucciso su Lorn V dal Kapoguerra Gorgutz; si sa questo da Dark Crusade, dove viene anche detto che la sua testa venne raccolta dal Kapoguerra come trofeo. Nella seguente espansione infatti, se il Caos sconfigge gli Orki, Eliphas ritrova il teschio di Crull e lo aggiunge come trofeo al Trono di Teschi di Khorne.
Invece della Falce impugnata da Lord Bale in Dawn of War, Crull è armato con una grossa mazza di Khorne.

#### Kapoguerra Gorgutz
Il comandante autodesignato che riunisce i Clan Orki su Lorn V per raccogliere le teste dei nemici, e per distruggere il Titano. Riapparirà poi in Dark Crusade sul pianeta Kronus, a capo di una vasta WAAAGH! di Orki.Successivamente farà la stessa cosa apparendo dal nulla in Soulstorm su Kauvara II.

#### Cappellano Varnus
Il Cappellano degli Ultramarine che comanda il drappello di Space Marine che scorta l'equipaggio del Titano. Egli ha un immenso rispetto del General Sturnn, ma ancora non si fida della Veggente Eldar Taldeer. Alla fine della seconda missione, Varnus sconfigge da solo un Demone del Caos in un combattimento corpo a corpo, azione notevole anche per un Cappellano.

## Altri cambiamenti
Molte delle unità disponibili in Dawn of War sono semplificate, ridotte o limitate per numero nell'espansione Winter Assault expansion. Per esempio, i Predator degli Space Marine sono limitati a portare solo armi antiveicolo, mentre i Predator del Caos hanno solo armi anti-fanteria. In modo simile, il Land Raider è stato limitato ad uno per giocatore.
Limitazioni sono state applicate anche agli Orki, che hanno perso le loro opzioni di aggiornamento per le armi, e sono diventati limitati come scelta. Gli Eldar sono stati resi meno specializzati: questo significa che le unità caratteristiche non sono più così devastanti nei confronti dei loro naturali avversari. Alcune unità hanno perso l'abilità di lanciare granate, e le truppe base de Space Marine del Caos ora possono ricevere solo Fucili Requiem pesanti come armi di appoggio, e non più fucili plasma o lanciamissili come prima.

## Doppiatori
- Brian Dobson - Massacratori di Khorne, Ragazti Orki, Kapi in Megarmatura
- Michael Dobson - Tecnoprete Ingegnere, Psionico Imperiale, Signore del Caos Crull
- Paul Dobson - Generale Sturnn, Stregone del Caos (solo nelle scene di intermezzo)
- Scott McNeil - Soldato Imperiale, Veicoli della Guardia Imperiale, Ogryn, Cappellano Varnus
- Laura Sadiq – Veggente Taldeer, Stregone (solo scene di intermezzo), Draghi di Fuoco
- Brian Drummond – Assassino del tempio Vindicare, Kapoguerra Gorgutz